# Чеснатт, Вик
Джеймс Виктор «Вик» Чеснатт (англ. James Victor "Vic" Chesnutt; 12 ноября 1964 — 25 декабря 2009) — американский певец и композитор. Его первый альбом, Little, был выпущен в 1990 году, но серьёзный, в том числе и коммерческий успех его творчества пришёл в 1996 году в связи с выпуском альбома-трибьюта его песен Sweet Relief II: Gravity of the Situation, где его песни исполнили такие артисты как R.E.M., а также Garbage, Madonna, The Smashing Pumpkins и другие известные музыканты.
Чеснатт выпустил 17 альбомов за свою карьеру, в том числе два альбома были спродюсированы Майклом Стайпом из R.E.M. (Michael Stipe), и выпущены в 1996 на Capitol Records. Его музыкальный стиль был описан Брайаном Кэрроллом из allmusic.com как «искаженная, преломленная версия американского бытия, которая и смешная, и острая, а иногда и мистическая: как правило, всё сразу».
В 1983 году в автомобильной аварии Вика частично парализовало. Он передвигался в инвалидной коляске и лишь частично мог работать руками.
25 декабря 2009 года, Вик Чеснатт умер от передозировки мышечных релаксантов, впав в кому по дороге в больницу. В 2009 интервью с Терри Гроссом, обсуждая песню «Flirted with You All My Life», Вик сказал: «Вы знаете, я пытался покончить с собой три или четыре раза. Это не сработало».

## Дискография
- 1990 Little
- 1991 West of Rome
- 1993 Drunk
- 1995 Is the Actor Happy?
- 1996 About to Choke
- 1998 The Salesman and Bernadette
- 2000 Merriment
- 2001 Left to His Own Devices
- 2003 Silver Lake
- 2005 Ghetto Bells
- 2005 Extra Credit EP
- 2007 North Star Deserter
- 2008 Dark Developments (with Elf Power and The Amorphous Strums)
- 2009 Mitte Ende August OST
- 2009 At the Cut
- 2009 Skitter on Take-Off